# Coronel Carlos Concha Torres
Coronel Carlos Concha Torres ist eine Ortschaft und eine Parroquia rural („ländliches Kirchspiel“) im Kanton Esmeraldas der ecuadorianischen Provinz Esmeraldas. Die Parroquia besitzt eine Fläche von 291,1 km². Die Einwohnerzahl lag im Jahr 2010 bei 2354. Die Parroquia wurde im Jahr am 8. Oktober 1955 gegründet. Namensgeber war Carlos Concha Torres (1864–1919), ein ecuadorianischer Militär und Politiker.

## Lage
Die Parroquia Coronel Carlos Concha Torres liegt im Hügelland nahe der Pazifikküste von Nordwest-Ecuador. Das Verwaltungszentrum liegt auf einer Höhe von etwa 70 m am rechten Flussufer des Río Tiaone, ein linker Nebenfluss des Río Esmeraldas, 17,5 km südsüdwestlich der Provinzhauptstadt Esmeraldas. Coronel Carlos Concha Torres ist über eine Nebenstraße, die entlang dem Río Tiaone und an Tabiazo vorbei führt, mit dem Ballungsraum Esmeraldas verbunden.
Die Parroquia Coronel Carlos Concha Torres grenzt im äußersten Nordosten an die Parroquia San Mateo, im Osten an die Parroquia Chinca, im Südosten an die Parroquias Majua und Viche (Kanton Quinindé), im Süden an die Parroquia Cube, im Südwesten an die Parroquia San Gregorio (Kanton Muisne), im Westen an die Parroquia La Unión (Kanton Atacames) sowie im Norden an die Parroquia Tabiazo.

## Ökologie
Der Westen der Parroquia liegt innerhalb der Reserva Ecológica Mache Chindul.